# Paella

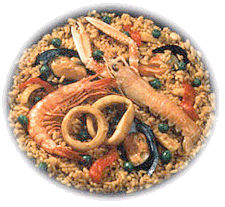
Jedna z variant paelly

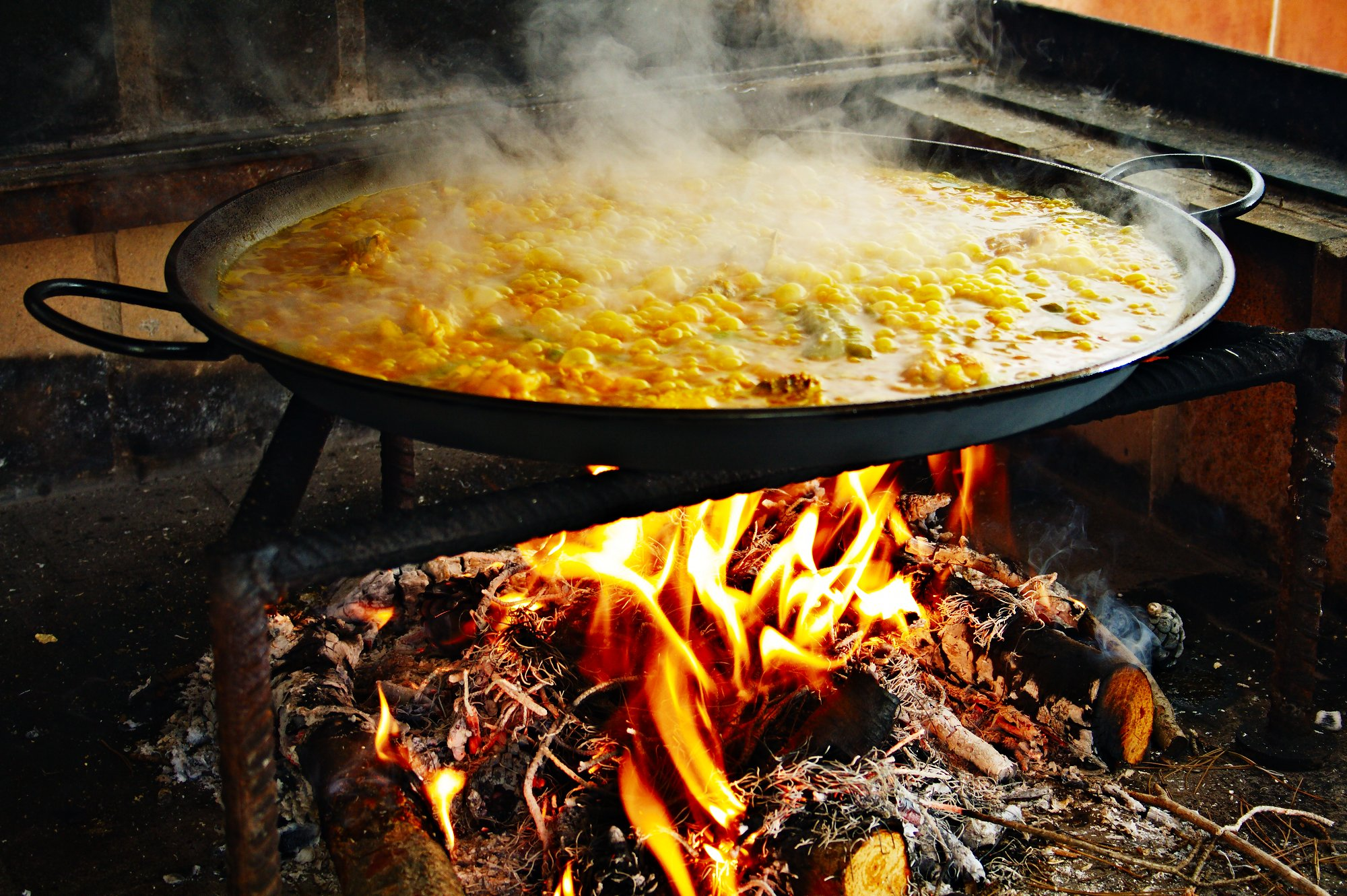
Paella vařená na ulici

Paella je typické španělské jídlo z rýže, podobné rizotu nebo pilafu. Pochází ze španělského města Valencie. Lidé, kteří ve Španělsku nežijí, paellu obvykle vnímají jako národní jídlo Španělska, ale většina Španělů ji spíše pokládá za regionální pokrm, vyskytující se v oblasti Valencie. Obyvatelé Valencie ji naopak považují za jeden ze svých symbolů.
Podobně jako v případě rizota existuje spousta receptů s různými ingrediencemi. Na rozdíl od rizota se však v paelle častěji objevují plody moře, zelenina a koření. Připravuje se na speciální nízké rovné pánvi s uchy zvané paellera a výsledný pokrm je méně lepivý.
Paella se poprvé objevila v chudších oblastech na jihu Španělska. Vznikla na rybářských lodích na způsob arroz caldoso; šlo tehdy o jedno z nejchudších jídel pro rybáře. Při přípravě paelly je nejdůležitější přísadou rýže, která se neomývá, jelikož škrob při vaření způsobuje potřebné zahuštění. 
Existují tři nejznámější druhy paelly:
- Paella na valencijský způsob (španělsky paella valenciana) obvykle obsahuje zeleninu, maso (kuřecí, králičí či kachní), hlemýždě, ploché zelené fazolové lusky (ferraúra, valencijsky bajoqueta), bílé fazole garrofón[1] a koření
- Paella s mořskými plody (paella de marisco) nahrazuje maso a hlemýždě mořskými plody a neobsahuje fazole
- Paella mix (paella mixta) je libovolnou kombinací masa, mořských plodů, zeleniny a fazolí. Dalšími důležitými přísadami jsou šafrán a olivový olej. Míchání ryb (resp. mořských plodů) s vepřovým či drůbežím masem je však sporné, protože pak chutná i kuřecí nebo jakékoli jiné maso jako ryba. Tento mix se spíše objevuje ve vnitrozemí a na severu Španělska.

Paella se po dobu přípravy ničím nezakrývá. Posléze se může přikrýt poklicí či fólií a dát nad páru asi na 30 minut, aby došla. Rýže se nikdy nenechává zcela dovařit, má být naopak uvnitř lehce křupavá. Pokrm by neměl být ostrý či příliš pikantní.